# Городонька (приток Плюссы)
Городонька — река в России, протекает по Псковской области (Плюсском районе), Ленинградской области (Лужском районе). Длина реки составляет 30 км, площадь водосборного бассейна — 110 км².
Река вытекает из озера Мокрого на высоте 91,4 м. Устье реки находится в 231 км от устья реки Плюсса по правому берегу, чуть выше пгт. Плюсса. Возле реки стоят деревни: Малые Озерцы и Бор Ретюнского сельского поселения Лужского района, и Лющик, Которск и Окрино Плюсской волости Плюсского района.
У деревни Которск на левом берегу Городоньки находится древнерусский новгородский Которский погост.

## Данные водного реестра
По данным государственного водного реестра России относится к Балтийскому бассейновому округу, водохозяйственный участок реки — Нарва. Относится к речному бассейну реки Нарва (российская часть бассейна).
Код объекта в государственном водном реестре — 01030000412102000026826.